# En blomma i Afrikas öken
En blomma i Afrikas öken (orig. Desert flower) är titeln på en självbiografi, skriven av Waris Dirie tillsammans med journalisten Cathleen Miller. Originalet gavs ut 1998 och den första svenska upplagan utkom 1999.
I boken får man följa Waris från att hon är liten flicka som levde som nomad i Somalia tills att hon är vuxen och arbetar som internationell fotomodell. En blomma i Afrikas öken har filmatiserats i filmen med samma namn som boken, den även följts upp av flera böcker. Bland annat Ökenblomman återvänder.

## Handling
När Waris var tre år gammal blev hon könsstympad. Waris mamma väckte henne tidigt en morgon och bad henne att hon skulle följa med. Trött men nyfiken följer Waris med, där får hon veta att hon ska "bli kvinna". Waris som inte riktigt förstår allvaret blir stolt och går villigt med på det. En kvinna som brukar utföra dessa könsstympningar är där och medan Waris mamma håller i Waris börjar kvinnan att skära i Waris utan någon som helst bedövning …
När Waris blir 13 försöker hennes pappa att gifta bort henne fast hon inte vill. Hennes pappa hittar en man åt henne och hon flyr. Waris mamma väcker henne och ber henne att ge sig av nu.